# Chalinochromis brichardi
Chalinochromis brichardi är en fiskart som beskrevs av Poll, 1974. Chalinochromis brichardi ingår i släktet Chalinochromis och familjen Cichlidae. IUCN kategoriserar arten globalt som livskraftig. Inga underarter finns listade i Catalogue of Life.